# 岩手県道111号日詰停車場線
岩手県道111号日詰停車場線（いわてけんどう111ごう ひづめていしゃじょうせん）は、岩手県紫波郡紫波町を通る一般県道である。

## 概要
JR東日本 東北本線 日詰駅と駅の東を通る国道4号を結ぶ県道である。沿道には岩手県交通紫波営業所があり、また途中で東北新幹線が高架橋で交差している。4号との交点より東側は町道（紫波南大橋通り）となって国道456号へとつながっている。

### 路線データ
- 実延長 : 575.4 m[1]
- 起点：日詰停車場[1]（日詰駅）
- 終点：紫波郡紫波町北日詰[1]（日詰駅入口交差点、国道4号交点）

## 歴史
- 大正時代 - 県道に認定される。[要出典]
- 1959年（昭和34年）3月31日 - 現行道路法に基づき、改めて県道に認定される[2]。

## 地理

### 交差する道路
- 国道4号（紫波町北日詰字大日堂）

### 沿線の施設など

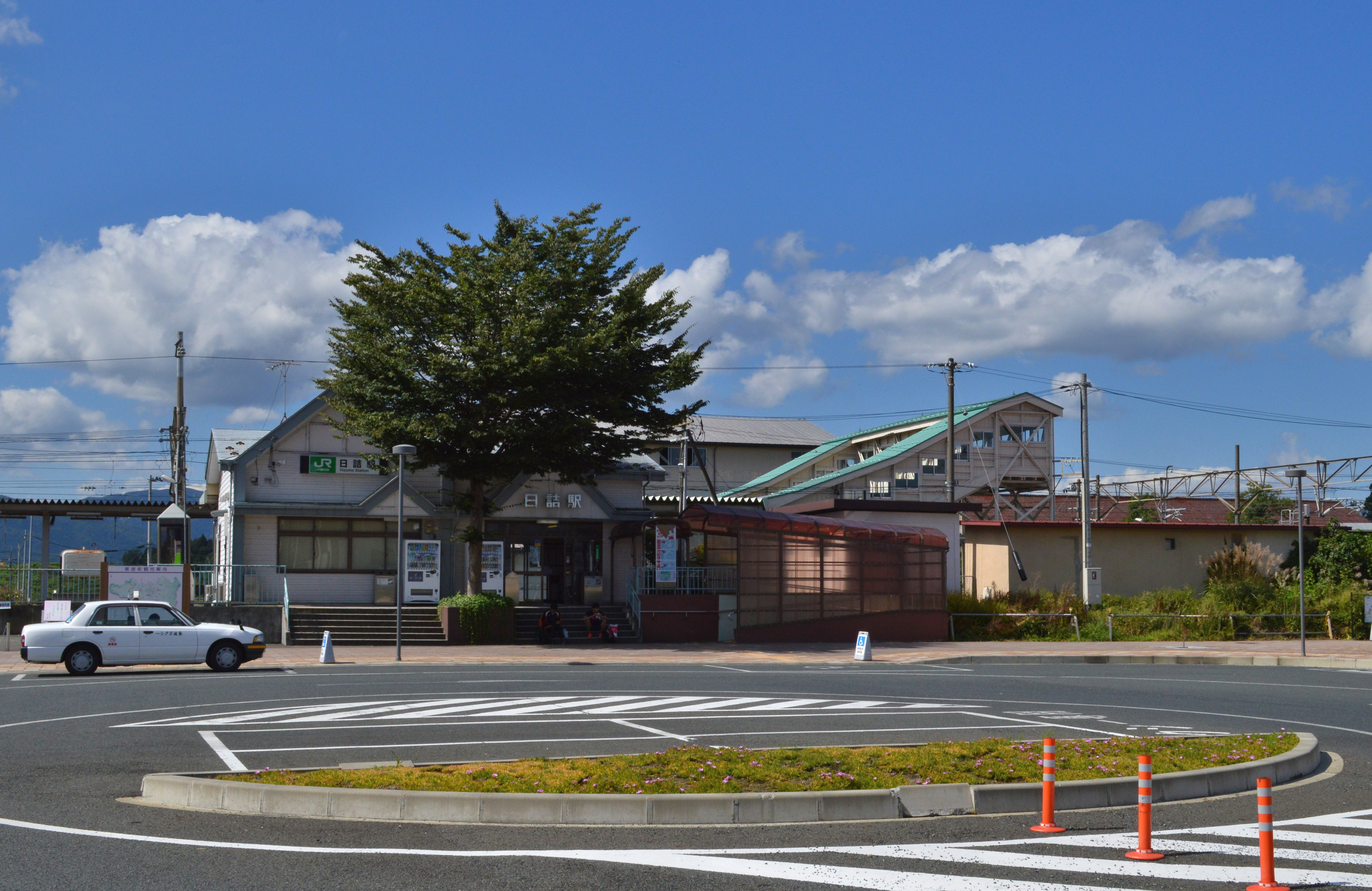
日詰駅

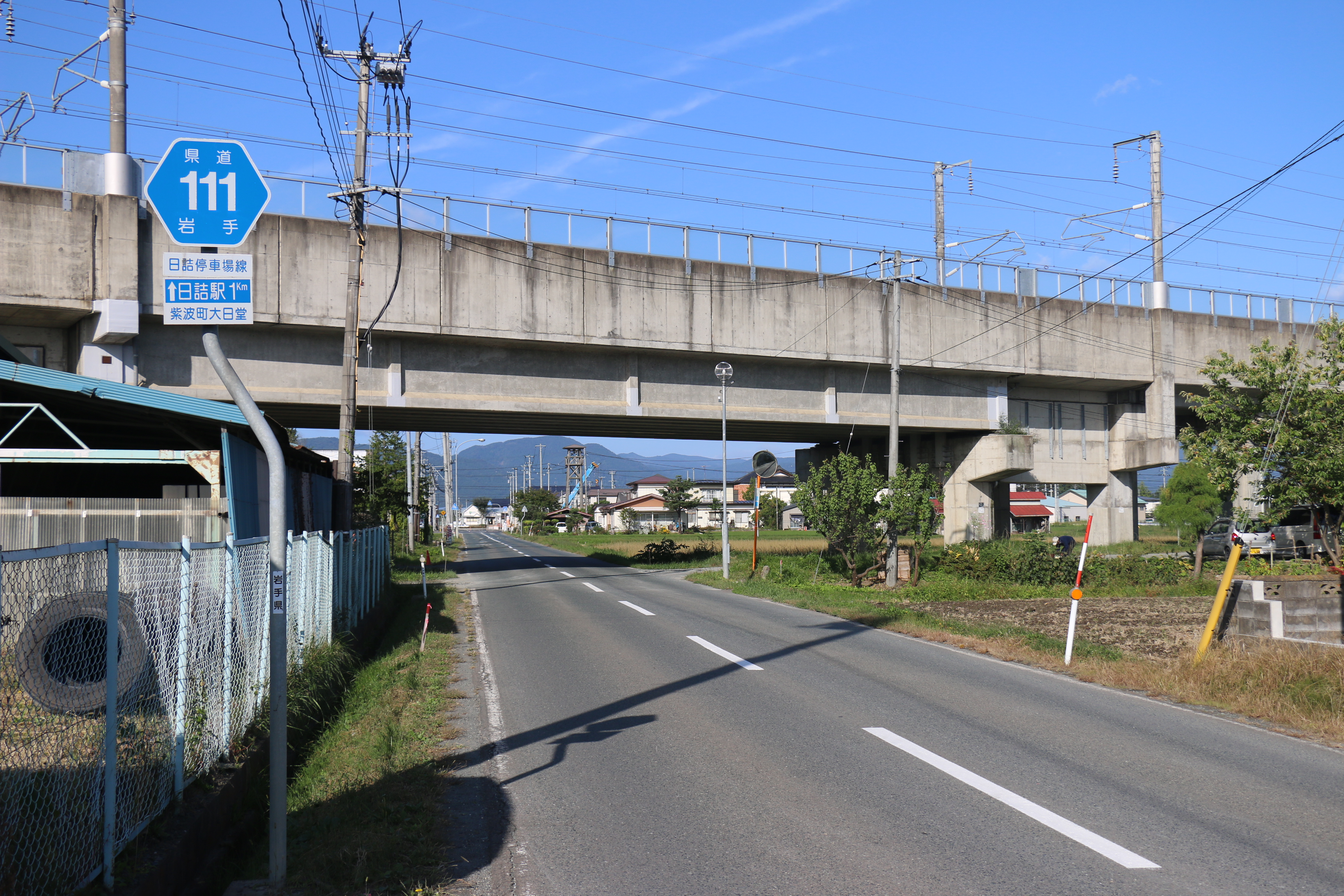
終点付近

- JR東日本 東北本線 日詰駅
- 日詰駅前郵便局
- ホーマック紫波店（終点を直進）
- マックスバリュ紫波店（終点を直進）